# Riodina erratica
Riodina erratica är en fjärilsart som beskrevs av Adalbert Seitz 1916. Riodina erratica ingår i släktet Riodina och familjen Riodinidae. Inga underarter finns listade.